# Beatriz Rico (neurocientífica)
Beatriz Rico es una profesora de neurobiología del desarrollo en el King's College de Londres. Su investigación se centra en el desarrollo de circuitos neuronales.

## Primeros años y educación
Rico nació en Madrid, España, donde completó su educación pública primaria y secundaria. Luego asistió a la Universidad Complutense de Madrid para estudiar biología y obtuvo su Doctorado en Filosofía en la Universidad Autónoma de Madrid bajo la tutela de Carmen Cavada.
Después de su estancia en España, completó su investigación postdoctoral en la Universidad de California en San Francisco, bajo la supervisión de Louis Reichardt.

## Investigadora principal

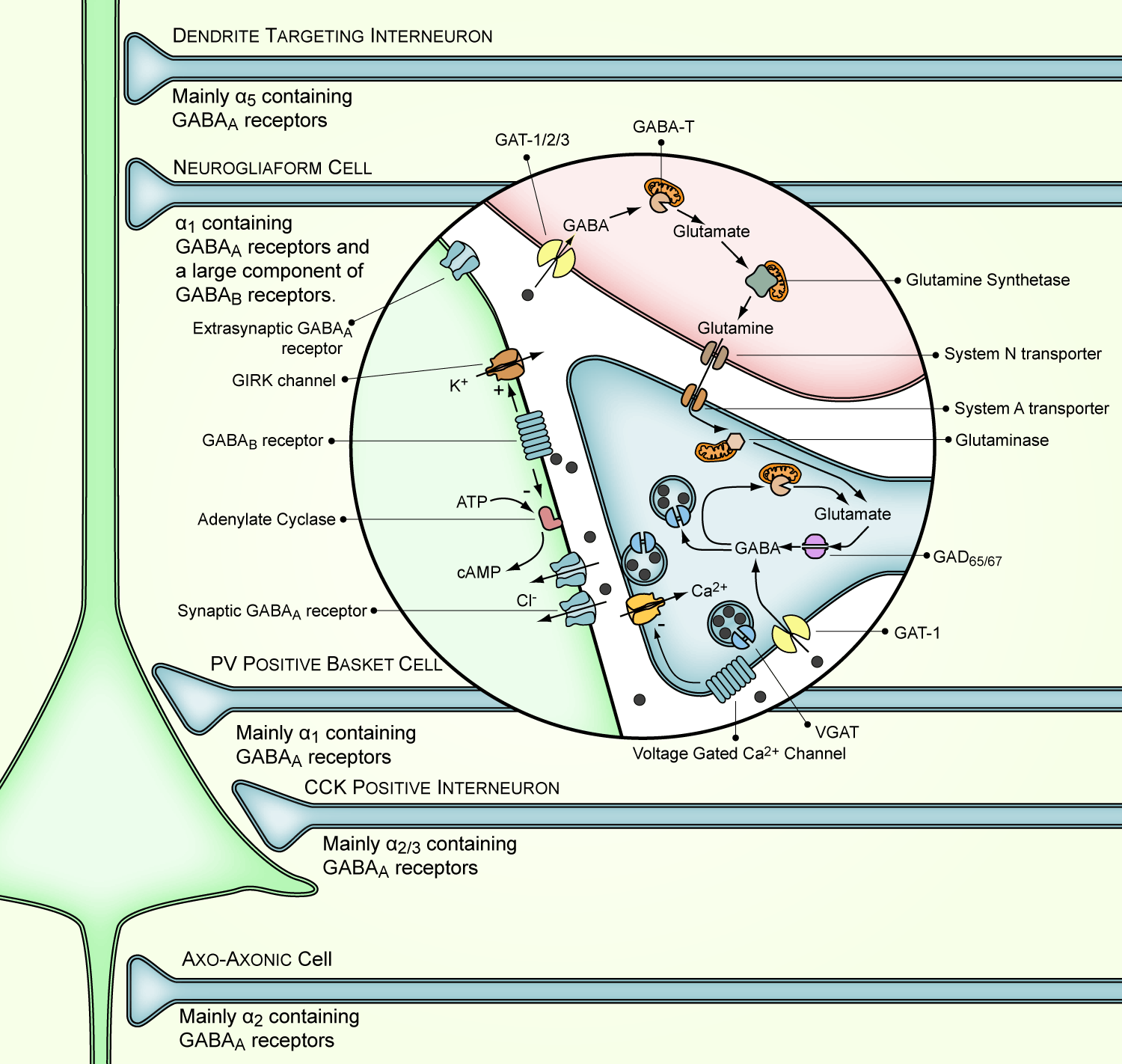
Esta representación de sinapsis gabaérgica muestra la producción, liberación, acción y degradación de GABA.

Rico formó su propio laboratorio centrándose específicamente en las redes corticales de los mamíferos y los trastornos del neurodesarrollo. Rico comenzó como Investigadora Principal en el Instituto de Neurociencias de la Universidad Miguel Hernández de Alicante, España.
En 2014 trasladó su laboratorio al King's College de Londres, donde es profesora de neurobiología del desarrollo y ha continuado su trabajo sobre los mecanismos de formación de circuitos corticales. En los últimos años, su laboratorio ha destacado la importancia de los circuitos corticales gabaérgicos en la función cognitiva y su papel potencial en las patologías neurológicas, especialmente la esquizofrenia. Su equipo descubrió un vínculo entre la proteína llamada Brevican y la memoria espacial a corto plazo. Según un estudio realizado por ellos, «Al modular los niveles de Brevican, la experiencia introduce modificaciones moleculares y celulares precisas en las células PV+ que se requieren para el aprendizaje y la memoria». En 2019, Rico Lab descubrió un mecanismo de desarrollo para especificación de conexiones inhibitorias dentro del cerebro. Rico trabajó con Emilia Favuzzi y Ruben Deogracias, quienes fueron los autores principales del artículo de Science sobre este descubrimiento.

## Premios y honores
En 2010, el trabajo de Rico recibió el reconocimiento de la Organización Europea de Biología Molecular (EMBO). Además, recibió las becas Consolidator y Advanced del Consejo Europeo de Investigación por su proyecto 'Ensamblaje y plasticidad de redes corticales inhibidoras por experiencia de aprendizaje temprano'. Esta subvención se otorgó a Rico para investigar cómo las experiencias sensoriales tempranas afectan la eficiencia de las redes corticales y, en última instancia, el comportamiento. Rico recibió una beca de investigación de Wellcome, y se le otorgó membresía de por vida a la comunidad de científicos de EMBO en 2021.